# 巡检镇 (洛南县)
巡检镇，是中华人民共和国陕西省商洛市洛南县下辖的一个乡镇级行政单位。

## 行政区划
巡检镇下辖以下地区：
巡检街村、石墙村、路街村、上庙村、大河村、王安村、蜂王村、页岭村、上黑彰村、甘江村、东河村、驾鹿村、上坪村、太子坪村和高山河村。